# Rodrigo Lindoso
Rodrigo Oliveira Lindoso, noto semplicemente come Rodrigo Lindoso (São Luís, 6 giugno 1989), è un calciatore brasiliano, centrocampista del Madureira.

## Palmarès

### Club

#### Competizioni nazionali
- Campeonato Brasileiro Série B: 1

Botafogo: 2015

#### Competizioni statali
- Campionato Carioca: 1

Botafogo: 2018